# Martin Marinow
Martin Georgiew Marinow (buł. МартинГеоргиев Маринов, ur. 25 października 1967 w Sofii) – bułgarski kajakarz, kanadyjkarz. Dwukrotny brązowy medalista olimpijski.
Pierwszy brązowy medal wywalczył w 1988 w kanadyjkowej jedynce na dystansie 500 metrów. Był srebrnym i brązowym medalistą mistrzostw świata w jedynce. W 1992 po olimpijski medal sięgnął w dwójce na dystansie 500 metrów, partnerował mu Błagowest Stojanow. Razem byli dwukrotnie brązowymi medalistami mistrzostw świata. W 1997 był trzeci na mistrzostwach Europy w czwórce na dystansie 500 metrów.
Reprezentował również, w tym na igrzyskach olimpijskich, Australię.